# Komdiv
Komdiv (tiếng Nga: комдив) là từ viết tắt của danh xưng Chỉ huy cấp Sư đoàn (tiếng Nga: командир дивизии, đã Latinh hoá: komandir divizii) hay Sư đoàn trưởng, là cấp bậc quân sự trong Lực lượng Vũ trang Liên Xô giai đoạn từ năm 1935 đến năm 1940. Đây là cấp bậc được chỉ định cho các quân nhân được bổ nhiệm vị trí chỉ huy một đội hình cấp sư đoàn (XX).

## Lịch sử
Cấp bậc đặc biệt này đã được Ban Chấp hành Trung ương Liên Xô và Hội đồng Dân ủy đưa ra từ ngày 22 tháng 9 năm 1935. Đây là cấp bậc cao thứ năm trong Hồng quân, và tương đương với Chính ủy Sư đoàn (дивизионный комиссар) của cán bộ chính trị quân đội, Chỉ huy Hạm đội bậc 2 ( tiếng Nga: флагман 2-го ранга) trong hải quân hoặc Thanh tra cao cấp An ninh nhà nước ( старший майор государственной безопасности). Năm 1940, trong đợt cải tổ cấp bậc quân sự, hệ thống các cấp bậc tướng lĩnh được tái sử dụng, cấp bậc Komdiv bị bãi bỏ, hầu hết quân nhân giữ cấp bậc này được đồng hóa sang cấp bậc Trung tướng.

## Cấp hiệu

Overcoat collar patch (big)
Jacket collar patch and Gymnastyorka
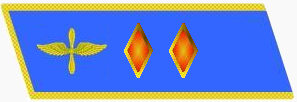
... Air Force
Chevron/ sleeve insignia